# NexTag
Nextag è stato un portale web di comparazione dei prezzi di prodotti, servizi finanziari, viaggi, automobili e formazione. La sua sede centrale si trovava a San Mateo, in California, con uffici ad Amburgo (Germania), Tokio (Giappone) e Gurgaon (India).
Nextag venne fondato nel 1999 come un portale web attraverso il quale compratori e venditori potessero accordarsi e negoziare i prezzi di prodotti informatici ed elettronici. Il suo modello imprenditoriale, che si concentrava soprattutto sulla comparazione dei prezzi, divenne operativo a partire dal 2000 e ha garantito rendite per i successivi 7 anni. Nel maggio 2007 Nextag ha venduto due terzi delle sue quote partecipative, valutate in 830 milioni di dollari, alla società a capitale privato Providence Equity Partners, LLC.
Nextag, il cui numero di visitatori mensili superava i 30 milioni nel luglio 2011, era comparsa più volte tra i 10 migliori motori di ricerca degli Stati Uniti nella classifica stilata da Nielsen.
Nextag operava nel settore della comparazione dei prezzi in USA, Regno Unito, Francia, Germania, Spagna, Canada, Australia, Giappone e, dal 2009, in Italia.Nell'agosto del 2022, il dominio nextagshop è stato lanciato online e ha iniziato a concentrarsi sulla vendita all'ingrosso e al dettaglio di articoli di merceria, includendo sia attività B2B che B2C. A ottobre dello stesso anno, il numero di registrazioni ha superato i 50 milioni.
.